# Mark Oliver Everett
Mark Oliver Everett (Virginia, Estados Unidos, 10 de abril de 1963) es un cantante, compositor y músico estadounidense conocido por ser el líder de la banda de rock Eels. También conocido como E o Mr. E, es el cantante, guitarrista, pianista y en ocasiones baterista y bajista de su banda.

## Biografía
Mark es hijo del reconocido físico Hugh Everett III, quien fue el primero en proponer la teoría de los universos múltiples o "muchos mundos" (IMM) en la física cuántica y de utilizar los multiplicadores de Lagrange en investigación operativa.

### Carrera
Everett empezó su carrera en 1985 con el lanzamiento de Bad Dude in Love, aunque más seriamente en 1992 con A Man Called E y 1993 con Broken Toy Shop, todos lanzados de manera solitaria y el último valorado por Billboard positivamente. Después de que E conociese a Butch Norton y a Tommy Walter se fundó oficialmente Eels, en 1995.
Sin embargo su reconocimiento mundial llegó al año siguiente a partir de Beautiful Freak, sobre todo por la canción Novocaine for the Soul. Ese año después de un largo tiempo de ser aquejada por la esquizofrenia, su hermana Elizabeth se suicidó. Dos años después la madre viuda de E, Nancy murió por cáncer de pulmón. E plasmó todo su sufrimiento en el siguiente álbum Electro-Shock Blues.
Las letras de sus canciones, al igual que muchas de sus melodías reflejan el sufrimiento y la soledad que padeció E, aunque también sus recuperaciones emocionales. En 2008 escribió su autobiografía «Cosas que los nietos deberían saber», título que extrajo de una canción homónima.
Varias de sus canciones han sido elegidas para su utilización en el cine, como la saga de películas animadas Shrek, utilizando My Beloved Monster, I Need Some Sleep, Royal Pain y Losing Streak, respectivamente para la primera, segunda y las últimas dos para la tercera entrega de la serie. También la película Yes Man utilizó como banda sonora íntegramente canciones de Eels.

## Discografía

### Con Eels
- Beautiful Freak (1996)
- Electro-Shock Blues (1998)
- Daisies of the Galaxy (2000)
- Souljacker (2001)
- Shootenanny! (2003)
- Blinking Lights and Other Revelations (2005)
- Hombre Lobo (2009)
- End Times (2010)
- Tomorrow Morning (2010)
- Wonderful, Glorious (2013)
- The Cautionary Tales of Mark Oliver Everett (2014)
- The Deconstruction (2018)
- Earth to Dora (2020)
- Extreme Witchcraft (2022)
- Eels Time! (2024)

### En solitario
- Bad Dude in Love (1985)
- A Man Called E (1992)
- Broken Toy Shop (1993)
- I Am the Messiah (2002)
- Levity (2003)